# Words Without Borders
Words Without Borders ist eine 2003 gegründete internationale Literaturzeitschrift, die online erscheint. Ihr Programm ist die Übersetzung und Verbreitung herausragender zeitgenössischer Texte, die ansonsten für die englischsprachige Leserschaft schwer oder gar nicht zugänglich wären. Bis zu zwölfmal jährlich erscheinen in der Zeitschrift literarische Texte und Essays noch unbekannter sowie bereits etablierter Autoren aus bislang 126 Staaten und 105 Sprachen (Stand Juni 2016) – etwa von Fadhil al-Azzawi, Tahar Ben Jelloun, J.M.G. Le Clézio, Mahmoud Darwish, Jenny Erpenbeck, Paweł Huelle, Herta Müller, A. B. Yehoshua, Naguib Mahfouz, Per Petterson, Ricardo Piglia, W.G. Sebald, Sjón, Rabindranath Tagore, Marlene van Niekerk, Ko Un und Can Xue.
Die nichtkommerzielle Zeitschrift wird u. a. vom National Endowment for the Arts, vom New York State Council on the Arts, vom British Centre for Literary Translation, der Nippon Foundation und der Mission Culturelle et Universitaire Française aux Etats Unis gefördert.
In Zusammenarbeit mit verschiedenen Verlagen entstanden mehrere gedruckte Anthologien, u. a. Literature from the “Axis of Evil” Writing from Iran, Iraq, North Korea, and Other Enemy Nations (2007), The Wall in My Head: Words and Images from the Fall of the Iron Curtain (2009), Tablet and Pen: Literary Landscapes of the Middle East (2011).
2014 rief die Zeitschrift das Lehrprogramm Words without Borders Campus ins Leben, das Unterrichtsmaterial zu zeitgenössischer internationaler Literatur bereitstellt.

## Ottaway Award
Seit 2013 verleiht Words Without Borders den Ottaway Award for the Promotion of International Literature für besondere Leistungen um die Literaturübersetzung ins Englische. Benannt wurde der Preis nach James H. Ottaway Jr., dem Gründungsvorsitzenden der Zeitschrift.
Bisherige Preisträger waren:
- 2013 Drenka Willen
- 2014 Carol Brown Janeway
- 2015 Sara Bershtel
- 2016 Barbara Epler
- 2017 Jill Schoolman
- 2018 Chad W. Post
- 2019 Edith Grossman[5]
- 2021 Naveen Kishore[6]